# Bayernligan (fotbollsliga)
Bayernligan, tyska: Bayernliga, är den högsta amatörfotbollsligan i Bayern, Tyskland. Ligan grundades 1945 och har genomgått olika faser. Från säsongen 2012-13 har ligan splittrats i två separata grupper, en division i norr och en i söder. 